# Alan el Roig
|  | Aquest article tracta sobre el fill d'Odó de Penthièvre. Si cerqueu el duc Alan IV el Roig, vegeu «Alan IV Fergent». |

Alan el Roig – Alain le Roux, Alan Rufus, en angles Alan the Red – (vers 1040 – 4 d'agost de 1093), fou un noble bretó que va participar en la conquesta normanda d'Anglaterra i va esdevenir un dels més rics barons del país, sent comte de Richmond, de fet "lord" de l'honor de Richmond. És anomenat el Roig (Alan I de Richmond) a causa del color dels seus cabells i per distingir-lo del seu germà Alan el Negre (Alan II de Richmond), que també fou comte de Richmond.

## Família

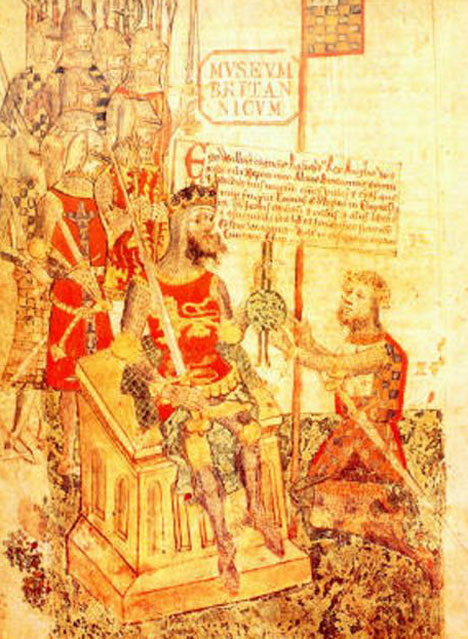
Retrat pòstum d'Alan el Roig agenollat davant Guillem el Conqueridor, en el Registrum honoris de Richmond, segle XV

Era el segon fill d'Odó de Penthièvre († 1079), comte de Penthièvre i regent del ducat de Bretanya (entre 1040 i 1047), i d'Agnès de Cornualla, filla del comte de Cornualla Alan Canhiart. Era membre doncs d'una branca secundària dels ducs de Bretanya, i com el seu pare va regnar sobre una gran part del territori bretó de 1040 a 1056, adquirint el dret a ser designat pel títol honorífic de comte Alan de Bretanya Era també cosí en tercer grau de Guillem el Conqueridor per Havoisa de Normandia.
Ha estat sovint confós amb l'Alain IV de Bretanya, duc de Bretagne de 1084 a 1112, i amb Alan Canhiart, el seu avi. E. A. Freeman, historiador força reputat del començament del segle xx, el confon amb Fergent tot al llarg de la seva obra. Wace, el poeta del segle xii, també el va confondre amb Fergent en la seva obra Roman de Rou.

## Conquesta d'Anglaterra
Fou probablement reclutat al servei de Guillem el Conqueridor abans de 1066. És molt probable que participés en la Batalla de Hastings (1066), amb el seu germà Brian, durant la qual una divisió bretona hauria estat sota les seves ordres o sota les del seu germà Brian. En el seu poema Lestorie des Engles (escrit entre 1135 i 1147), Geoffroy Gaimar li consagra vint versos i afirma la seva presència a la batalla Wace el col·loca sobre l'ala esquerra de l'exèrcit, però l'anomena Alan Fergent, el que és clarament una confusió.
El 1069, el seu germà Brian va ajudar a rebutjar un atac del fill del difunt rei Harold II d'Anglaterra sobre Exeter., i després va tornar a Bretanya. Alan el Roig fou llavors el cap de fila dels bretons d'Anglaterra.
Fou un testimoni freqüent de les cartes o diplomes reials, i un membre del cercle dels consellers més propers del qual la presència és freqüentment requerida. La seva importància és de vegades subestimada, ja que en tant que baró perfectament lleial al rei, apareix poc en les cròniques contemporànies.
En recompensa Guillem el Conqueridor li va donar nombroses terres al Yorkshire que pertanyien, abans de la campanya del nord de 1069-1070, al comte Edwin de Mèrcia († 1071). El 1086, a la redacció del Domesday Book, s'esmenta que tenia 440 senyories repartides en 11 comtats. La major part de les seves possessions estava concentrada al Yorkshire, al Lincolnshire, l'Ànglia Oriental, i el sud-oest. Les primeres terres que va rebre foren probablement al Cambridgeshire.

## Honor de Richmond
Al Yorkshire, les seves terres (aproximadament 200 senyories) formaren un molt important conjunt compacte, cosa inhabitual per a l'època. En general, Guillem I d'Anglaterra el Conqueridor donava als seus vassalls terres dispersades per tal que en cas de rebel·lió no les purguessin protegir fàcilment. Aquest conjunt, anomenat «honor de Richmond», fou un dels tres majors conjunts feudals creats pel Conqueridor i incloïa 199 senyories i 43 altres propietats, permetent a Alain el Roig establir una força militar poderosa al nord-oest del Yorkshire, al lloc de la unió de les principals carreteres que venien d'Escòcia i l'entrada a la vall de York. Aquest honor fou tan important que forma avui el Richmondshire. Alain el Roig és de vegades considerat com a comte de Richmond, encara que no s'havia creat el comtat de Richmond ni el conqueridor li va donar el títol de comte.
Algunes de les seves terres havien pertangut a l'anglo-bretó Raoul I de Gaël, comte d'Ànglia Oriental, que les havia perdut en el moment de la seva revolta el 1075.
Aquestes terres feien d'ell el tercer baró laic d'Anglaterra més ric, just davant Guillem I de Warenne. Ha estat calculat que les seves terres aportaven anualment 1200 lliures de planta. Les terres que es consideren pròpies d'ell mateix li aportaven unes 770 llibres, la resta estaven infeudades a subposseïdors.
El seu honor va ser un dels que va existir més temps. Mentre que els dos honors més importants que el seu ja no existien el 1104, el seu serà mantingut pels descendents del seu germà Esteve I de Penthièvre fins a 1399.

## Final de la seva vida

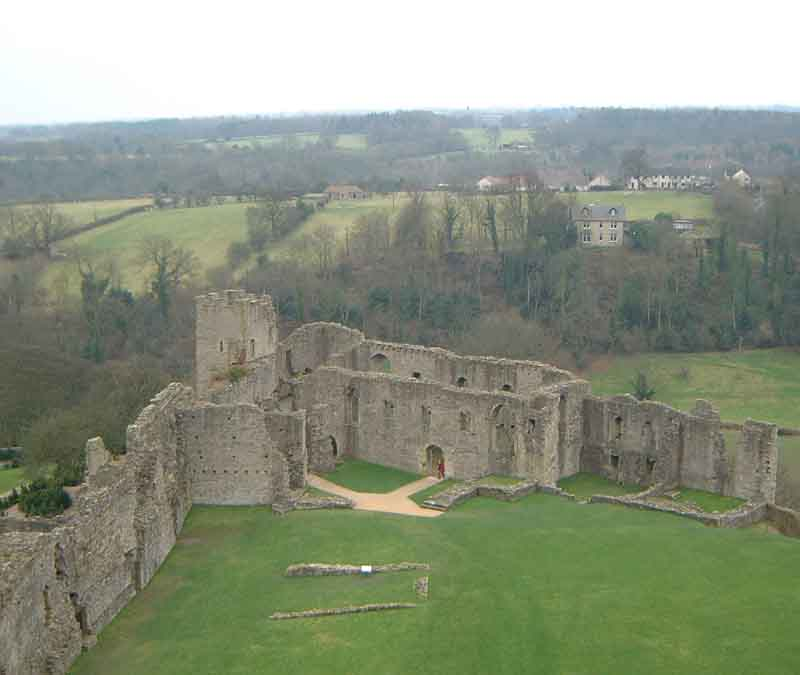
Murs del castell de Richmond, vistos des de la torrassa del segle XIIe

Va fer construir el castell de Richmond que domina el riu Swale, a partir de 1071. El castell serà el punt central del seu honor i li donarà el seu nom.
Cap a la fi del regnat del Conqueridor, va manar l'exèrcit reial que va assetjar a Hubert de Beaumont-au-Maine, vescomte del Maine que s'havia fet fort al seu castell de Sainte-Suzanne. El setge durarà tres anys, i Alan el Roig serà en aquest temps reemplaçat al capdavant d'aquest exèrcit per un altre noble bretó.
A la mort del Conqueridor, va restar fidel al seu fill i successor Guillem el Roig. L'ajuda a conservar el seu tron durant la rebel·lió de 1088, i fou un actor important del procés del bisbe de Durham, Guillem de Saint-Calais que va seguir.
A l'estiu de 1093, el rei Malcolm III d'Escòcia sembla haver previst donar-li la seva filla Matilde (o Edith d'Escòcia) en matrimoni. Tanmateix, no és segur. Quan el rei la va visitar amb Alain el Roig, Malcom es va donar compte que la seva filla portava el vel; li va arrencar i va declarar que preferiria veure-la casada amb el comte que monja. Aquesta observació pot semblar sarcàstica, però també pot ser el reflex d'una verdadera intenció. Sigui com sigui aquest matrimoni no va tenir mai lloc, ja que Alain el Roig va agafar a la monja Gunilda, una filla il·legítima del rei Harold II d'Anglaterra que era al convent de Wilton. Edith serà cobejada per Guillem II de Warenne i es casarà finalment amb Enric I d'Anglaterra quan aquest just acabava d'apoderar-se del tron d'Anglaterra.
Alan el Roig va fundar l'abadia benedictina de Sainte-Marie de York, i hi va fer construir una gran església d'estil romànic. Va fundar també un priorat a Swavesey al Cambridgeshire.
Va morir sense descendència el 4 d'agost de 1093, i fou inhumat a l'abadia de Bury St. Edmunds. del qual era un benefactor. Les seves restes seran més tard transferides a l'abadia Sainte-Marie, a petició dels monjos del lloc. El seu germà Alan II el Negre el va succeir en les seves possessions, i va esdevenir també el company de Gunilda., però va morir poc temps després, el 1098. L'honor de Richmond passa llavors al seu darrer germà Esteve I de Penthièvre comte de Penthièvre, qui va aconseguir reunir les possessions bretones i angleses de la família.

## L'home més ric d'Anglaterra de tots els temps?
En un llibre titulat The Richest of the Rich (Els més rics dels rics), Philip Beresford i William D. Rubinstein designen Alan el Roig com el particular més ric d'Anglaterra de tots els temps. El seu càlcul mostra que en valor actual, la seva fortuna seria de 81,33 mil milions de lliures esterlines (o sigui 117.000 milions d'euros). Guillem I de Warenne, que se situa segon en aquest estudi, havia estat designat com el més ric l'any 2000. El càlcul és certament especiós, els quinze primers de la classificació van viure a l'edat mitjana, però demostra que les possessions d'Alan el Roig eren gegantines.

## Font principal
- K. S. B. Keats-Rohan, « Alan Rufus (+ 1093) », a l'Oxford Dictionary of National Biography, Oxford University Press, 2004. Accedit novembre de 2008.